# Расмус Карстенсен
Расмус Карстенсен (дан. Rasmus Carstensen, нар. 10 листопада 2000, Віклунд, Данія) — данський футболіст, фланговий захисник німецького клубу «Кельн». На умовах оренди грає на батьківщині за «Орхус».

## Ігрова кар'єра

### Клубна
Расмус Карстенсен є вихованцем футбольної академії клубу «Сількеборг», де з 2013 року він грав у молодіжній команді.
У лютому 2019 року футболіст підписавз клубом перший професійний контракт, а в березні у матчі проти «Люнгбю» в Першому дивізіоні Карстенсен дебютував в основі «Сількеборга». В тому ж сезоні разом з командою Расмус виграв турнір Першого дивізіону і 2 серпня 2019 року зіграв першу гру в турнірі данської Суперліги. Після цього Карстенсен ще раз вилітав з клубом з еліти і знову повертався до Суперліги. Карстенсен неодноразово продовжував контракт з «Сількеборгом».
Влітку 2022 року Карстенсен перейшов до бельгійського «Генка», підписавши з клубом контракт на чотири роки. Та стати повноцінним гравцем основи в бельгійському клубі футболіст не зумів і перед початком сезону 2023/24 відправився в оренду у німецький «Кельн». 19 серпня 2023 року Ккрастенсен зіграв першу гру у Бундеслізі, вийшовши у стартовому складі на гру проти дортмундської «Боруссії».

### Збірна
З 2020 року Расмус Карстенсен провів 17 матчів у складі молодіжної збірної Данії.

## Досягнення
- Чемпіон Польщі (1):

«Лех»: 2024-25